# Dragon C110

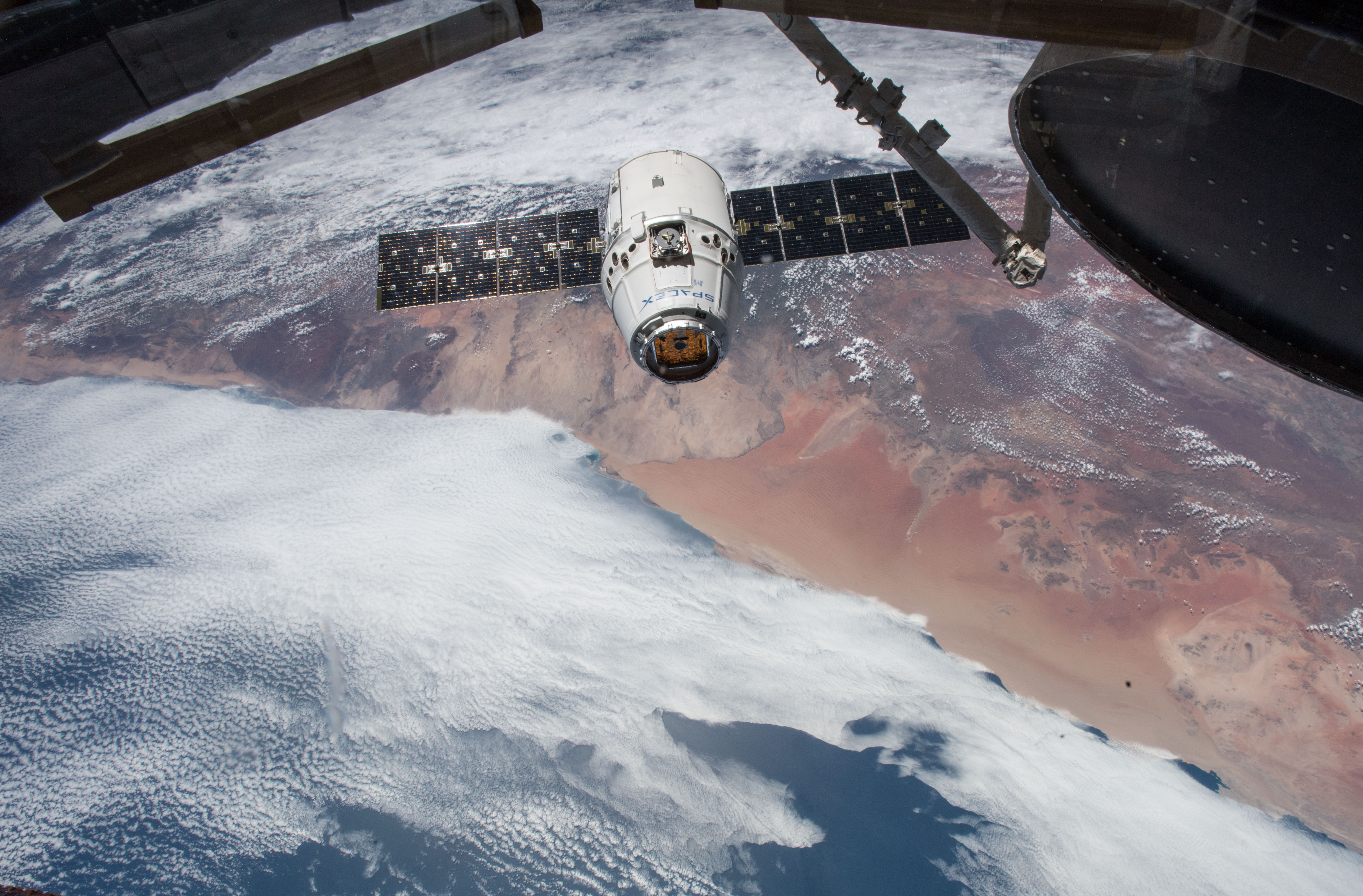
Dragon přilétající k ISS při misi CRS-14

Dragon C110 je kosmická loď typu Dragon vyrobená společností SpaceX, která byla opakovaně použita. Poprvé letěla 8. dubna 2016 při misi CRS-8 k Mezinárodní vesmírné stanici, 11. května 2016 se vrátila na Zemi (do Tichého oceánu). Znovu letěla 2. dubna 2018 při misi CRS-14 a na Zemi se vrátila 5. května 2018.
Loď byla od začátku navržena jako znovupoužitelná. Návratové kapsle lodí Dragon mají certifikaci pro tři lety, zatím každý letěl maximálně dvakrát, ale vzhledem k počtu nasmlouvaných misí nejspíše dojde i na třetí použití některých z lodí.
Tento Dragon byl prvním, který měl vylepšené utěsnění proti průniku mořské vody po přistání. To oproti dvěma předchozím druhým letů Dragonu C106 a C108 umožnilo kompletní znovupožití vnitřního vybavení lodi. Nové byly při této misi trunk (nehermetizovaná nástavba, nesoucí také solární panely), který vždy shoří v atmosféře a tepelný štít s padáky. SpaceX se znovupoužitím lodi snaží ušetřit výrobní kapacity, které potřebuje na vývoj a výrobu lodi nového typu – Dragonu 2.

## Historie letů
| Číslo použití | Mise   | Emblém | Místo startu | Datum startu (UTC)   | Datum přistání (UTC)   | Poznámky |
| ------------- | ------ | ------ | ------------ | -------------------- | ---------------------- | -------- |
| 1             | CRS-8  |        | SLC-40       | 8. dubna 2016, 20:43 | 11. května 2016, 18:31 |          |
| 2             | CRS-14 |        | SLC-40       | 2. května 2018 20:30 | 5. května 2018, 19:03  |          |